# Hans Joas

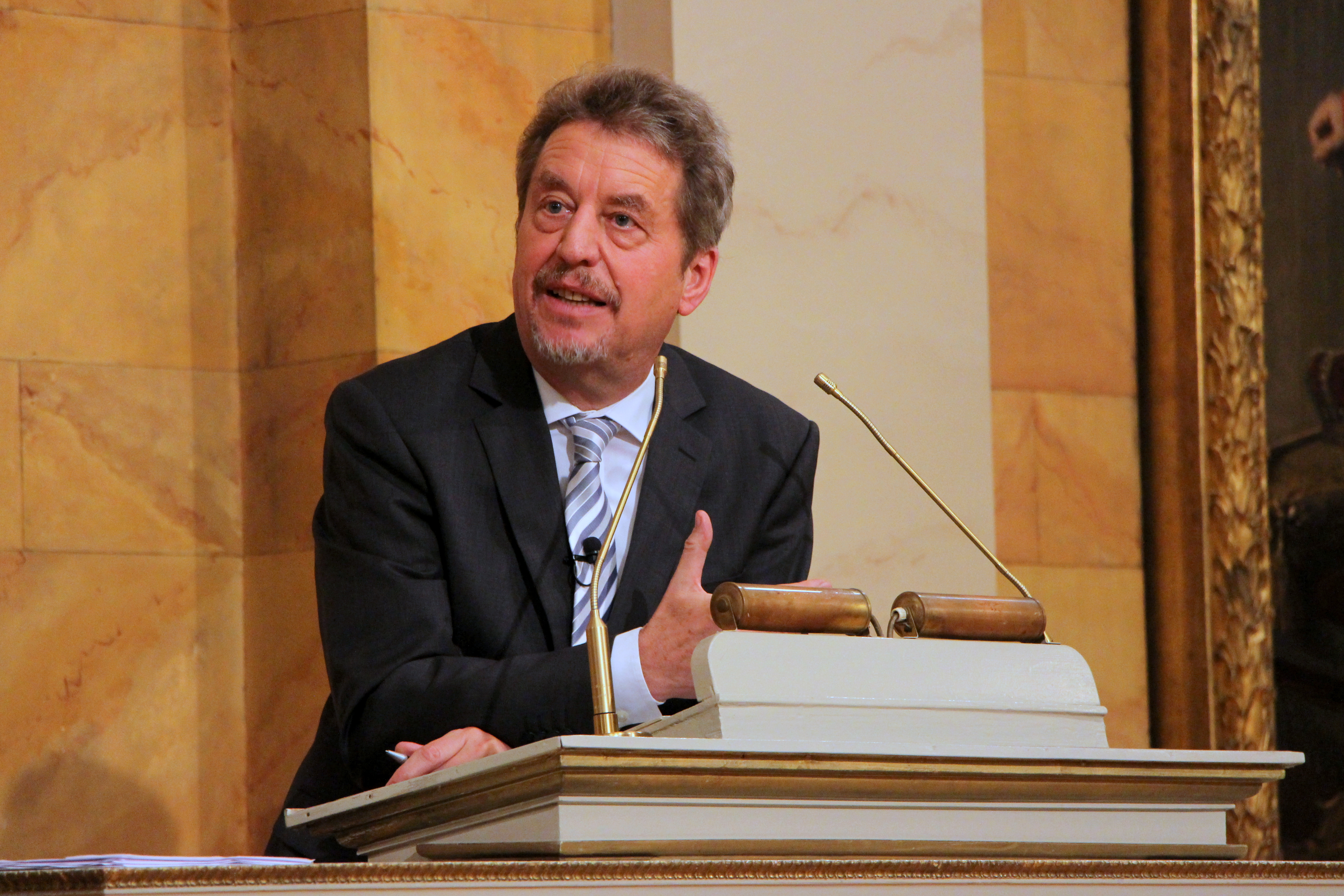
Hans Joas, 2014

Hans Joas (* 27. November 1948 in München) ist ein deutscher Soziologe und Sozialphilosoph.
Joas ist Ernst-Troeltsch-Honorarprofessor an der Theologischen Fakultät der Humboldt-Universität zu Berlin. Er war vom April 2011 bis zum März 2014 Permanent Fellow am Freiburg Institute for Advanced Studies (FRIAS) und bis zum Sommersemester 2011 als Max-Weber-Professor Leiter des Max-Weber-Kollegs für kultur- und sozialwissenschaftliche Studien an der Universität Erfurt. Er ist außerdem Visiting Professor of Sociology and Social Thought und Mitglied des Committee on Social Thought an der University of Chicago, ordentliches Mitglied der Berlin-Brandenburgischen Akademie der Wissenschaften.

## Leben
Hans Joas wurde im Jahr 1979 mit der Dissertation Praktische Intersubjektivität. Die Entwicklung des Werkes von George Herbert Mead an der Freien Universität Berlin promoviert. und war bis 1983 wissenschaftlicher Mitarbeiter am Max-Planck-Institut für Bildungsforschung in Berlin. In dieser Zeit vertrat er 1980/81 an der Universität Tübingen eine Professur. Joas habilitierte sich 1981. Von 1984 bis 1987 war er als Heisenberg-Stipendiat der Deutschen Forschungsgemeinschaft nochmals am Max-Planck-Institut für Bildungsforschung tätig. Zugleich übernahm er Gastprofessuren für Soziologie an der University of Chicago (1985) und an der University of Toronto (1986).

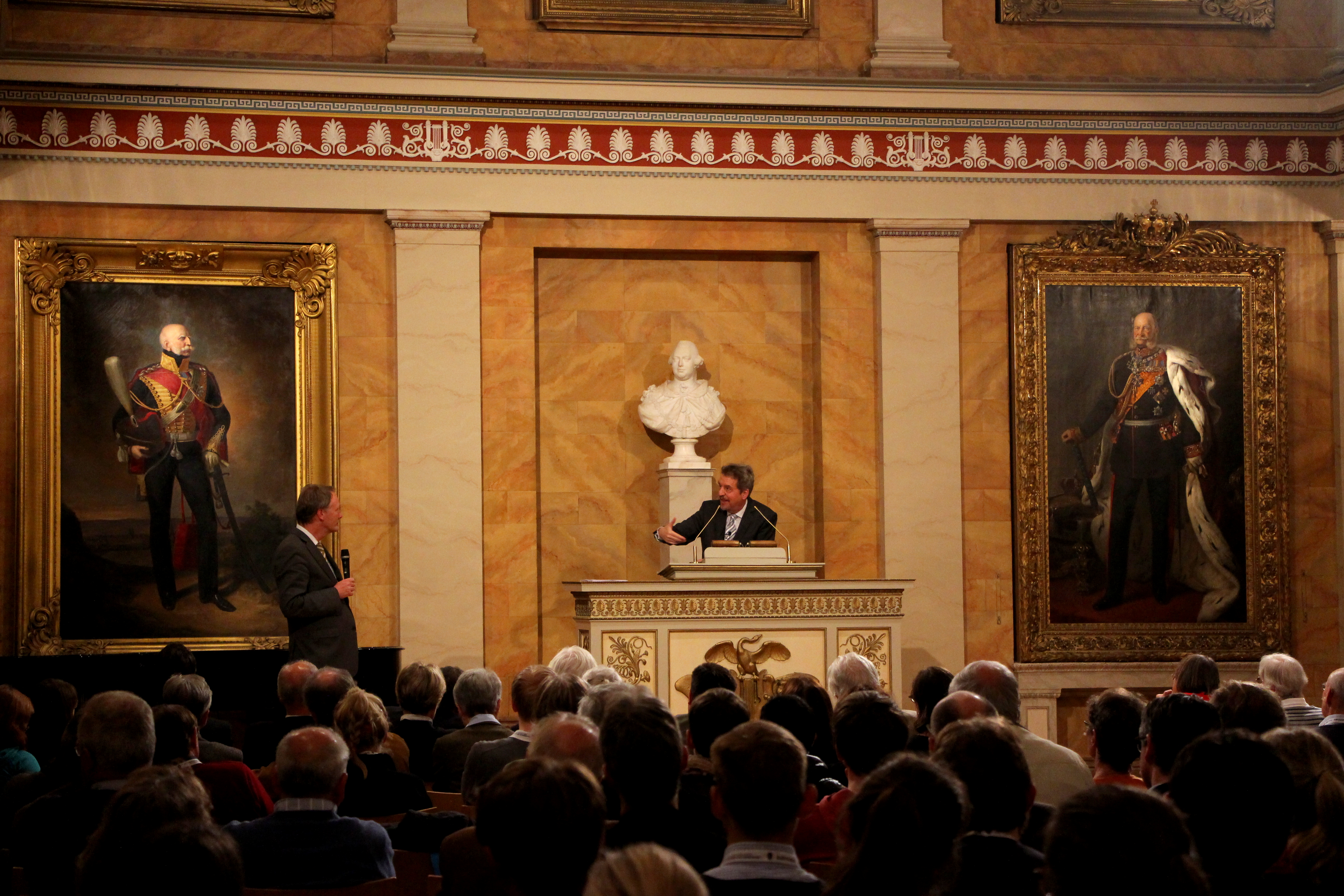
Hans Joas in der Aula am Wilhelmsplatz in Göttingen, als Abschlussvortragender des Historikertags 2014

Im Jahr 1987 erfolgte der Ruf als Professor an die Universität Erlangen-Nürnberg. Diese Professur hatte er bis 1990 inne. Daran schloss sich die Berufung an das John-F.-Kennedy-Institut für Nordamerikastudien und Institut für Soziologie der Freien Universität Berlin an, wo er bis 2002 Ordinarius blieb. Während der Zeit an der FU war er 1992 und 1999/2000 Fellow am Swedish Collegium for Advanced Study in the Social Sciences und Gastprofessor an der Universität Uppsala, 1994 Fellow am Indiana Institute for Advanced Study der Indiana University Bloomington, 1996 und 1998 Gastprofessor an der University of Wisconsin–Madison, 1997 Theodor-Heuss-Professor an der New School for Social Research in New York City, 1998 Gastprofessor an der Duke University. Im Jahr 2000 wurde er zum Professor an der University of Chicago berufen, 2002 auch als Max-Weber-Professor an die Universität Erfurt, wo er das Max-Weber-Kolleg für kultur- und sozialwissenschaftliche Studien leitete. 2002 war er noch Gastprofessor an der Universität Wien, 2004 bis 2005 Ernst-Cassirer-Professor am Swedish Collegium for Advanced Study in the Social Sciences und im akademischen Jahr 2005/2006 Fellow am Wissenschaftskolleg Berlin. Im Sommersemester 2012 hatte Joas als erster Wissenschaftler die neu geschaffene Gastprofessur der Joseph Ratzinger Papst Benedikt XVI.-Stiftung an der Universität Regensburg inne. Seine Vorlesung behandelte das Thema „Sakralisierung und Säkularisierung“. Im Sommersemester 2014 war er als Gastprofessor (Torgny Segerstedt Professor) an der Universität Göteborg und im Jahr 2017 war er als Fellow am Stellenbosch Institute for Advanced Study (STIAS) an der Universität Stellenbosch, Südafrika. Er ist Mitglied der Grundwertekommission der SPD.

## Forschungsschwerpunkte
Hans Joas konzentriert sich auf Sozialphilosophie und soziologische Theorie, insbesondere des amerikanischen Pragmatismus und des Historismus; Religionssoziologie und Soziologie von Krieg und Gewalt sowie den Wertewandel in der modernen Gesellschaft.
Ein besonderer Schwerpunkt von Joas’ Forschung ist die Entstehung der Werte. Er erarbeitete dazu eine Theorie der affirmativen Genealogie von Werten, insbesondere der Menschenrechte. Nach Joas entstehen Werte in Erfahrungen der Selbstbildung und Selbsttranszendenz. Hierzu hat er eine Phänomenologie der Erfahrung der Selbsttranszendenz „vom individuellen Gebet bis zur kollektiven Ekstase in archaischen Ritualen oder in nationalistischer Kriegsbegeisterung“ entwickelt; „sie schließt moralische Gefühle, die Öffnung des Selbst im Gespräch und im Erlebnis der Natur ein.“ Joas betont, dass seine Betrachtung der Kontingenz der Wertentstehung keineswegs „als ein Plädoyer gegen die Ansprüche einer universalistischen Moral“ zu verstehen sei.
In einem dreibändigen Werk versucht Joas, aus diesen Voraussetzungen heraus den Grundriss einer Globalgeschichte des moralischen Universalismus zu entwickeln. Im ersten, 2017 erschienenen Band Die Macht des Heiligen. Eine Alternative zur Geschichte von der Entzauberung hat er eine detaillierte Kritik der auf Max Weber zurückgehenden Geschichtserzählung von einem seit den hebräischen Propheten voranschreitenden weltgeschichtlichen Prozess der Entzauberung und die Skizze einer Alternative dazu vorgelegt. Im zweiten, 2020 erschienenen Band Im Bannkreis der Freiheit. Religionstheorie nach Hegel und Nietzsche geht es parallel dazu um eine Überwindung des auf Hegel zurückgehenden Geschichtsbilds einer im protestantischen Christentum gipfelnden Religionsgeschichte und ihrer konstitutiven Bedeutung für die Konstitution moderner politischer Freiheit. In Porträts bedeutender philosophischer, soziologischer und theologischer Religionsdenker werden dabei die Ansätze zu einer Alternative weiter konkretisiert. In dem in Arbeit befindlichen dritten Band (Arbeitstitel „Universalismus. Weltherrschaft und Menschheitsethos“) wird diese Alternative derzeit historisch-soziologisch breit ausgearbeitet. Sein jüngstes Buch (2022) „Warum Kirche? Selbstoptimierung oder Glaubensgemeinschaft“ bezieht die Debatten über ein neues Verständnis von Kirche und über Kirchenreform auf diese Geschichte des moralischen Universalismus.

## Auszeichnungen
- 2010: Bielefelder Wissenschaftspreis („Niklas-Luhmann-Preis“)[18][19]
- 2011: Mitglied der Academia Europaea[20]
- 2011: Korrespondierendes Mitglied der Österreichischen Akademie der Wissenschaften[21]
- 2012: Werner-Heisenberg-Medaille der Alexander-von-Humboldt-Stiftung[22][23]
- 2012: Ehrendoktorwürde der Universität Tübingen[24][25]
- 2013: Ehrendoktorwürde der Universität Uppsala[26][27]
- 2013: Hans-Kilian-Preis[28]
- 2015: Distinguished Lifetime Achievement Award, American Sociological Association, Section History of Sociology[29]
- 2015: Max-Planck-Forschungspreis[30]
- 2015: proZukunft Top Ten der Zukunftsliteratur 2015 für Sind die Menschenrechte westlich?[31]
- 2017: Prix Paul Ricœur[32]
- 2018: Theologischer Preis der Salzburger Hochschulwochen
- 2022: Preis für ein hervorragendes wissenschaftliches Lebenswerk der Deutschen Gesellschaft für Soziologie
- 2022: Ehrendoktorwürde der Péter-Pázmány-Universität Budapest[33]
- 2024: Ausländisches korrespondierendes Mitglied der Accademia delle Scienze dell’Istituto di Bologna.
- 2024: Ernennung zum Komtur des Päpstlichen Gregoriusordens[34]

## Schriften (Auswahl)
- Die gegenwärtige Lage der soziologischen Rollentheorie, Athenäum, Frankfurt am Main 1973, ISBN 3-7610-5867-5.
- Praktische Intersubjektivität. Die Entwicklung des Werks von George Herbert Mead Suhrkamp, Frankfurt am Main 1980, ISBN 978-3-518-28365-3.
- mit Axel Honneth: Soziales Handeln und menschliche Natur. Anthropologische Grundlagen der Sozialwissenschaften. Campus, Studium-Reihe, Frankfurt am Main 1980, ISBN 3-593-32545-4.
- mit Michael Bochow: Wissenschaft und Karriere Campus, Frankfurt am Main 1987, ISBN 3-593-33851-3.
- Pragmatismus und Gesellschaftstheorie Suhrkamp, Frankfurt am Main 1992, ISBN 3-518-28618-8.
- Die Kreativität des Handelns. Suhrkamp, Frankfurt am Main 1996, ISBN 978-3-518-28848-1.
- Die Entstehung der Werte, Suhrkamp, Frankfurt am Main 1999, ISBN 978-3-518-29016-3.
- Kriege und Werte. Studien zur Gewaltgeschichte des 20. Jahrhunderts. Weilerswist, Velbrueck, 2000, ISBN 978-3-934730-13-7.
- mit Wolfgang Knöbl, Sozialtheorie. Zwanzig einführende Vorlesungen, Suhrkamp, Frankfurt am Main 2004, ISBN 978-3-518-29269-3.
- Braucht der Mensch Religion? Über Erfahrungen der Selbsttranszendenz, Herder, Freiburg i. Br. 2004, ISBN 978-3-451-05459-4.
- mit Wolfgang Knöbl: Kriegsverdrängung. Ein Problem in der Geschichte der Sozialtheorie, Suhrkamp, Frankfurt am Main 2008, ISBN 978-3-518-29512-0.
- (mit José Casanova): Religion und die umstrittene Moderne, Stuttgart: Kohlhammer 2010 (Globale Solidarität – Schritte zu einer neuen Weltkultur; Bd. 19), ISBN 978-3-17-021234-3.
- Die Sakralität der Person. Eine neue Genealogie der Menschenrechte, Suhrkamp, Frankfurt am Main 2011, ISBN 978-3-518-58566-5.
- Glaube als Option: Zukunftsmöglichkeiten des Christentums, Herder, Freiburg/Br. 2012, ISBN 978-3-451-30537-5.
- Was ist die Achsenzeit? Eine wissenschaftliche Debatte als Diskurs über Transzendenz, Schwabe, Basel 2014, ISBN 978-3-7965-3360-0.
- Die lange Nacht der Trauer. Erzählen als Weg aus der Gewalt? Psychosozial-Verlag, Gießen 2015, ISBN 978-3-8379-2267-7.
- Sind die Menschenrechte westlich?, Kösel, München 2015, ISBN 978-3-466-37126-6.
- Kirche als Moralagentur?, Kösel, München 2016, ISBN 978-3-466-37175-4.
- Die Macht des Heiligen. Eine Alternative zur Geschichte von der Entzauberung, Suhrkamp, Berlin 2017, ISBN 978-3-518-58703-4 (Taschenbuch Suhrkamp Berlin 2019, ISBN 978-3-518-29903-6).
- Im Bannkreis der Freiheit. Religionstheorie nach Hegel und Nietzsche, Suhrkamp, Berlin 2020, ISBN 978-3-518-58758-4.
- mit Steffen Mau (Hgs.): Lehrbuch der Soziologie, Campus, Frankfurt am Main 2020, ISBN 9783593503462.
- Friedensprojekt Europa?, Kösel, München 2020, ISBN 978-3-466-37256-0.
- Warum Kirche? Selbstoptimierung oder Glaubensgemeinschaft, Herder, Freiburg 2022, ISBN 978-3-451-39064-7.
- Moral Change and the Ambiguity of Religions: Christianity between Racism and the Struggle against It (The Wittrock Lecture Book Series III), Swedish Collegium for Advanced Study 2023, ISBN 978-91-981948-4-5.
- mit Wolfgang Neugebauer (Hgs.): Otto Hintze. Werk und Wirkung in den historischen Sozialwissenschaften, Vittorio Klostermann, Frankfurt am Main 2024, ISBN 978-3-465-04623-3.
- mit Andreas Pettenkofer (Hgs.): The Oxford Handbook of Émile Durkheim, Oxford University Press 2024, ISBN 9780190679354.
- Universalismus. Weltherrschaft und Menschheitsethos, Suhrkamp, Berlin 2025, ISBN 978-3-518-58827-7.